# ناحیه الخورن، شهرستان براون، ایلینوی
ناحیه الخورن، شهرستان براون، ایلینوی (به انگلیسی: Elkhorn Township) یک منطقهٔ مسکونی در ایالات متحده آمریکا است که در شهرستان براون، ایلینوی واقع شده‌است. ناحیه الخورن ۳۴۶ نفر جمعیت دارد و ۱۵۰ متر بالاتر از سطح دریا واقع شده‌است.